# 江浙

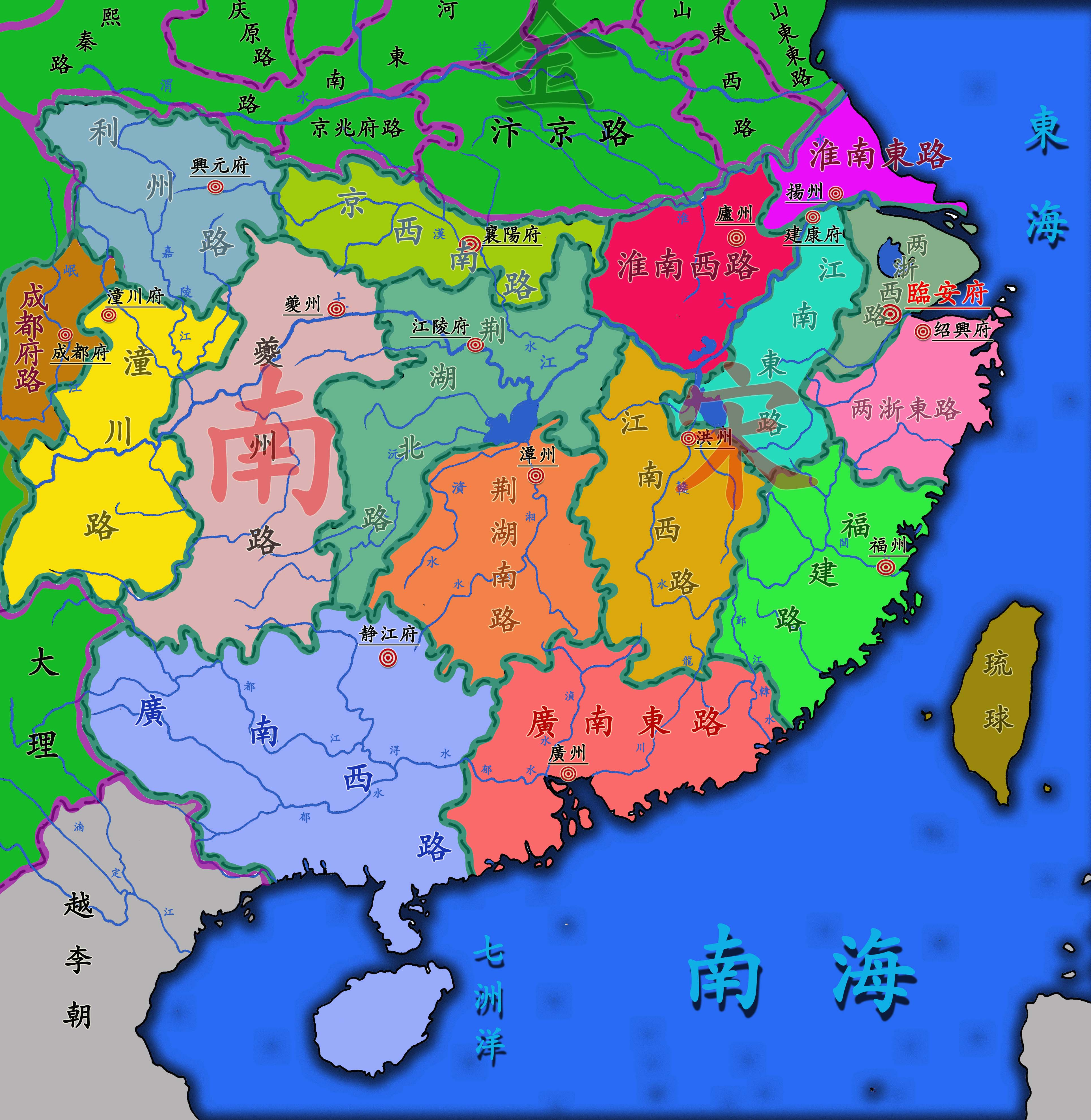
宋 分路图

江浙地區，又稱吳越地區，指中國长江、浙江一带，為地理泛稱。指代長江以南，錢塘江以北的皖南、苏南、上海、浙江以及周邊地區。

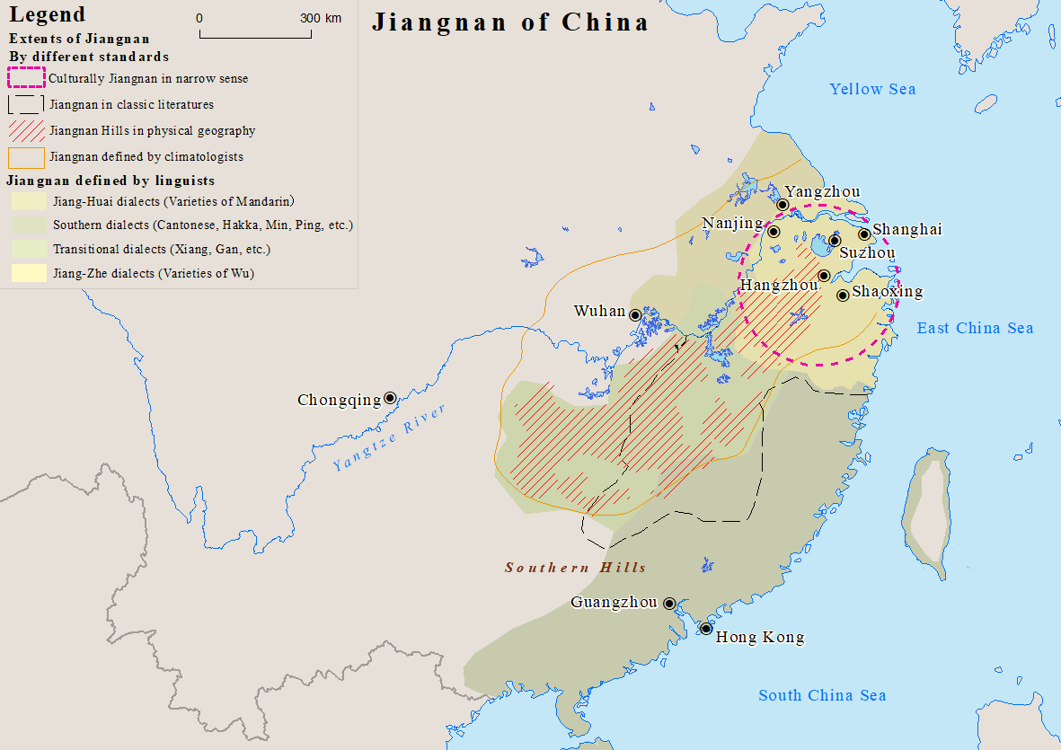
根据不同标准划分的江南范围

清朝初年为江南省（今天江蘇，上海，安徽）和浙江省的合称（全祖望的《江浙兩大獄記》中记载的南山案发生在安徽的桐城) 。古时多指代今皖南，苏南，赣东北和浙江省。 
今天主要是指長江以南的皖南、苏南、浙江、上海等地区。

## 歷史
江浙地區古代長期在一個文化區內(主要為皖南、蘇南、浙江和上海)，有共通的历史文化背景，历史上被称为吴越，东楚地区，文明肇始有凌家滩文化，良渚文化等，先秦时期属于淮夷，百越，姑蔑(三苗部落的一支)地，春秋时期分属楚国，吴国和越国，經過多年的戰鬥和衝突，吳越兩種文化透過相互接觸融合成為一種文化。之後楚國領土擴大到吳越地區並擊敗越國，故江东人项羽自認楚人。隨著楚國滅越，這些地區的华夏部落，三苗部落也融入了吴越民族之中，逐渐形成了今日测吴越民系和吳語。《吕氏春秋》载“夫吴之与越也，接土邻境，习俗同，言语通，我得其地能处之“。其核心则是环太湖流域吴语区，在明清时期也被称为小江南。
經歷了先秦時期的吳國（吴），越國（紹興、吴）和楚國、統一的秦漢、三國時期的東吳（吴、镇江、建邺）、東晉（建康）以及南朝（建康）、統一的隋唐、 五代時期的南唐（蒋州）和吳越國（杭州）、北宋和南宋（杭州）江南東路和兩浙路、元朝江浙行省（主要為浙江、蘇南、皖南和上海）等。安徽人、江蘇人、浙江人、上海人共同創造了吳越文化，並把江南建設成為中國最繁華的地區，有“文章锦绣地，温柔富贵乡”之稱。

## 參看
- 上海历史
- 江苏历史
- 浙江历史
- 安徽历史
- 吳越民系
- 三江人
- 江南
- 江浙滬